# Coast Starlight
A Coast Starlight egy InterCity vasúti járat az Amerikai Egyesült Államokban. Az Amtrak üzemelteti 1971 óta. A legutolsó pénzügyi évben összesen 426 029 (2019) utas utazott a járaton, naponta átlagosan 1167 (2019) utasa volt. Seattle, (Washington állam) és Los Angeles, (Kalifornia állam) között közlekedik, a 2 216 kilométert 9 megállással 34 óra 52 perc alatt teszi meg a BNSF, a SCAX, a SDRX,  a JPBX és az UP vágányain. A két város között napi egy pár járat közlekedik. A vonat Superliner személykocsikból és hálókocsikból áll.

## Kulturális utalások
Az Agymenők című amerikai sorozat The Terminator Decoupling című részében a szereplők a Coast Starlight járattal utaztak.